# Kander (Aare)
Die Kander ist ein Fluss im Berner Oberland, der durch das Kandertal fliesst und bei Einigen in den Thunersee mündet. Mit der Länge von rund 47 Kilometern, einem Einzugsgebiet von 1094 Quadratkilometern und der mittleren Wasserführung von fast 43 m³/s ist sie der drittgrösste linke Nebenfluss der Aare und gehört somit zum Flusssystem des Rheins.

## Name
Zum ersten Mal genannt wird der Fluss im Jahr 1301 als Chandra. Der Name Kander geht auf vorrömisch (wahrscheinlich keltisch) *kando- «weiss, hell, klar» zurück.

## Geographie

### Verlauf
Die Quelle der Kander liegt unter dem Kanderfirn, einem grossen Gletscher im Blüemlisalp-Petersgrat-Gebiet. Der unterste Bereich des Eisfeldes heisst Alpetligletscher. Die Kander nimmt in ihrem ersten Abschnitt auch noch Schmelzwasser von mehreren Hanggletschern an der Talflanke und mit dem Leitibach vom Lötschegletscher auf. In ihrem Oberlauf fliesst sie durch das Gasterntal, ein hochalpines Tal, dessen Talboden weitgehend von Wald bedeckt ist. Von der Nordseite des Balmhorns erreicht das Wasser aus dem Balmhorngletscher und bei Waldhus der Schwarzbach, der vom Schwarzwaldgletscher am Balmhorn und durch die Spittelmatte fliesst, die Kander. Der Fluss passiert die enge Schlucht «Chluse» nach Eggeschwand hinunter und überwindet dabei einen Höhenunterschied von mehr als 150 Metern. Durch das Engnis führt die Strasse in das Gasterntal.
Von Eggeschwand bis Kandersteg münden mehrere Wildbäche in die Kander. Die grössten davon sind der Alpbach und der Öschibach, der vom Oeschinensee in das Tal fliesst.
Der Abschnitt zwischen Kandersteg und Frutigen wird Kandertal im engeren Sinne genannt. Die Kander fliesst an den Ortschaften Mitholz, Kandergrund, Achern und Kanderbrück vorbei. Bei Mitholz liegt der Blausee. Die Hauptstrasse 223, die zum Bahnhof Kandersteg führt, überquert den Fluss in diesem Gebiet zweimal, die Lötschberg-Bergstrecke dreimal.
Unterhalb von Frutigen, wo die Kander die Engstlige aufnimmt, heisst das Tal Frutigtal. Bei Reichenbach mündet von rechts die Chiene in den Fluss. Der grössere Oberlauf der Chiene heisst Gamchibach; er entspringt am Gamchigletscher, der auf der Nordseite der Blüemlisalp liegt.
Die Kander fliesst dem Hangfuss auf der Ostseite des Niesen entlang und nimmt bei Wimmis die nahezu gleich starke Simme auf. Der letzte, etwa zwei Kilometer lange Abschnitt wurde durch einen flussbaulichen Eingriff geschaffen. Mit der Kanderkorrektion von 1714 durch einen Einschnitt im Strättlighügel wurde der Fluss in den Thunersee abgeleitet. Zuvor floss die Kander in einem Tal westlich des Strättlighügels gegen Nordwesten und erreichte den Thunersee nicht, sondern mündete unterhalb von Thun in die Aare. Durch dieses alte Flusstal verläuft heute der Glütschbach in die Thunerallmend.

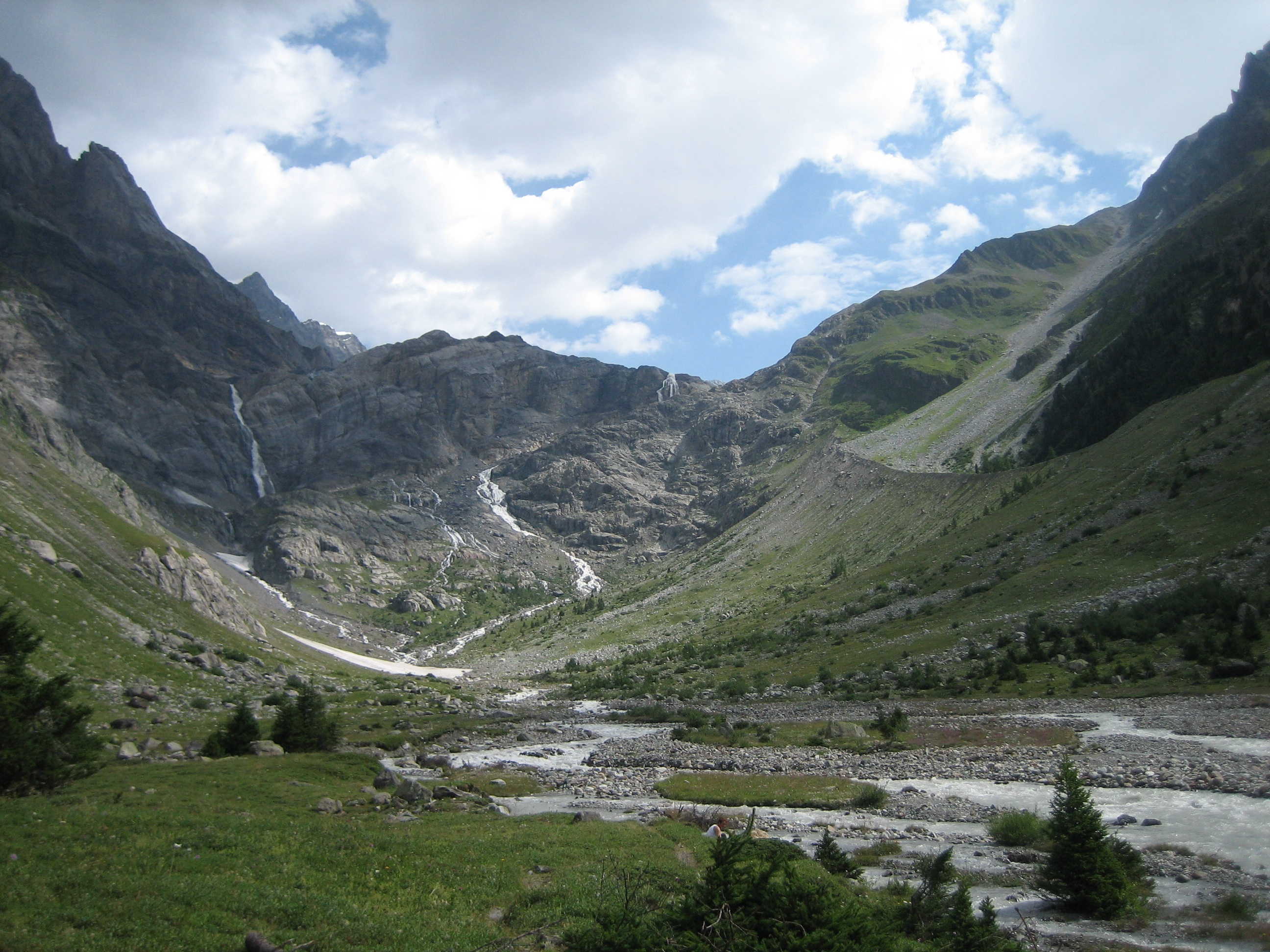
Quellgebiet im Gasterntal
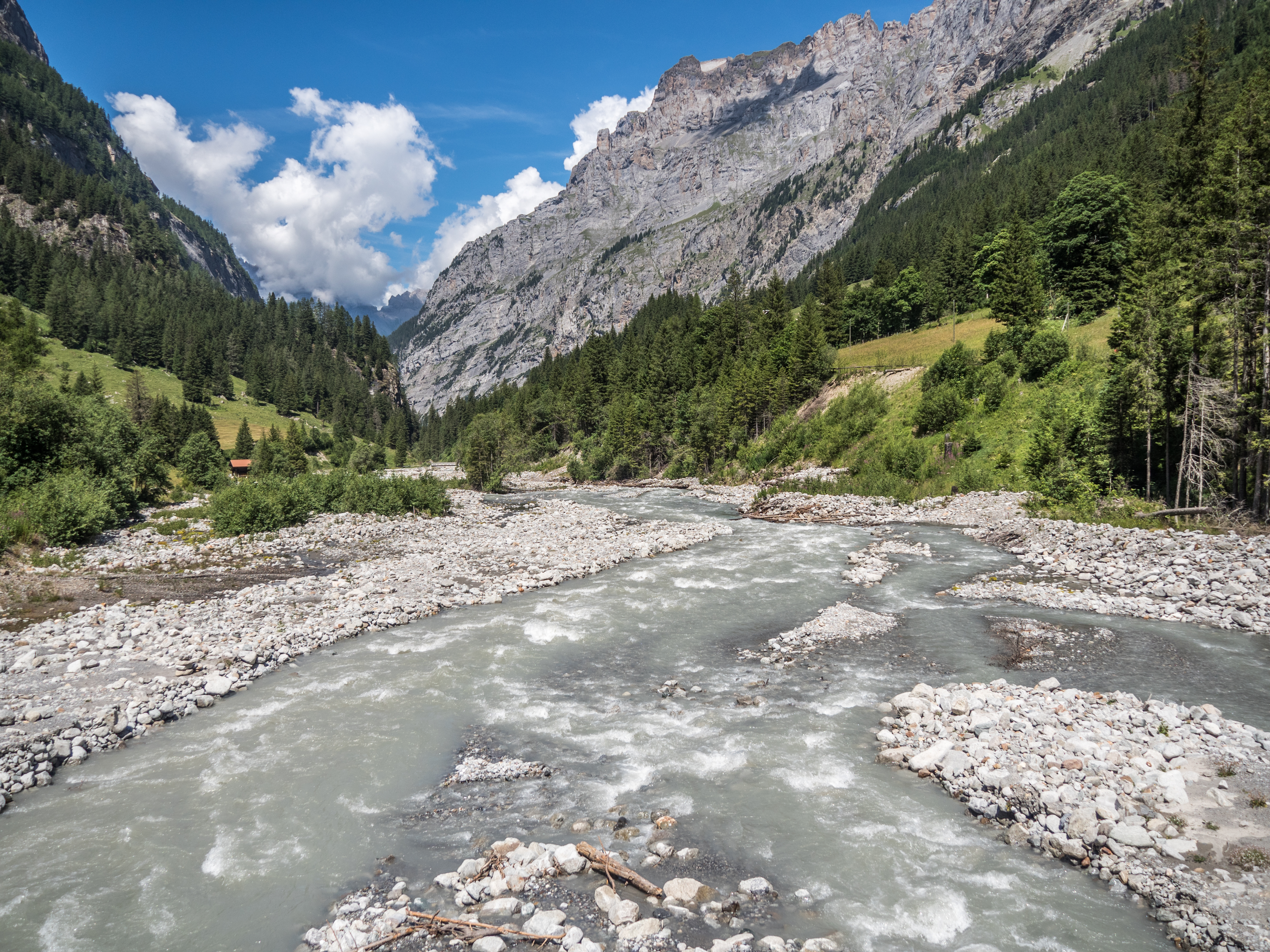
Auengebiet Gastere bei Selden
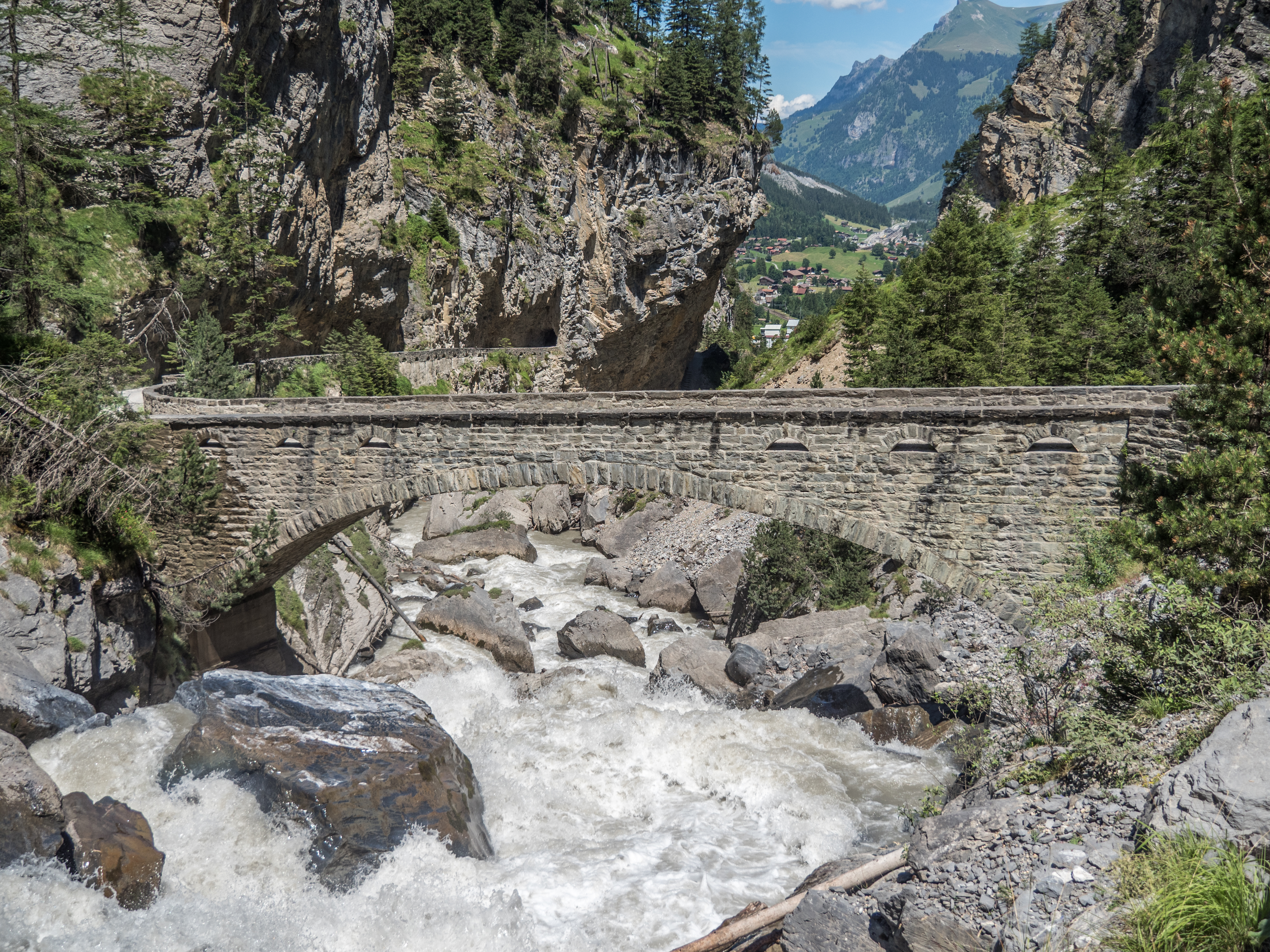
Chlusenbrücke über die Kander, in der Klus am Ende des Gasterntals
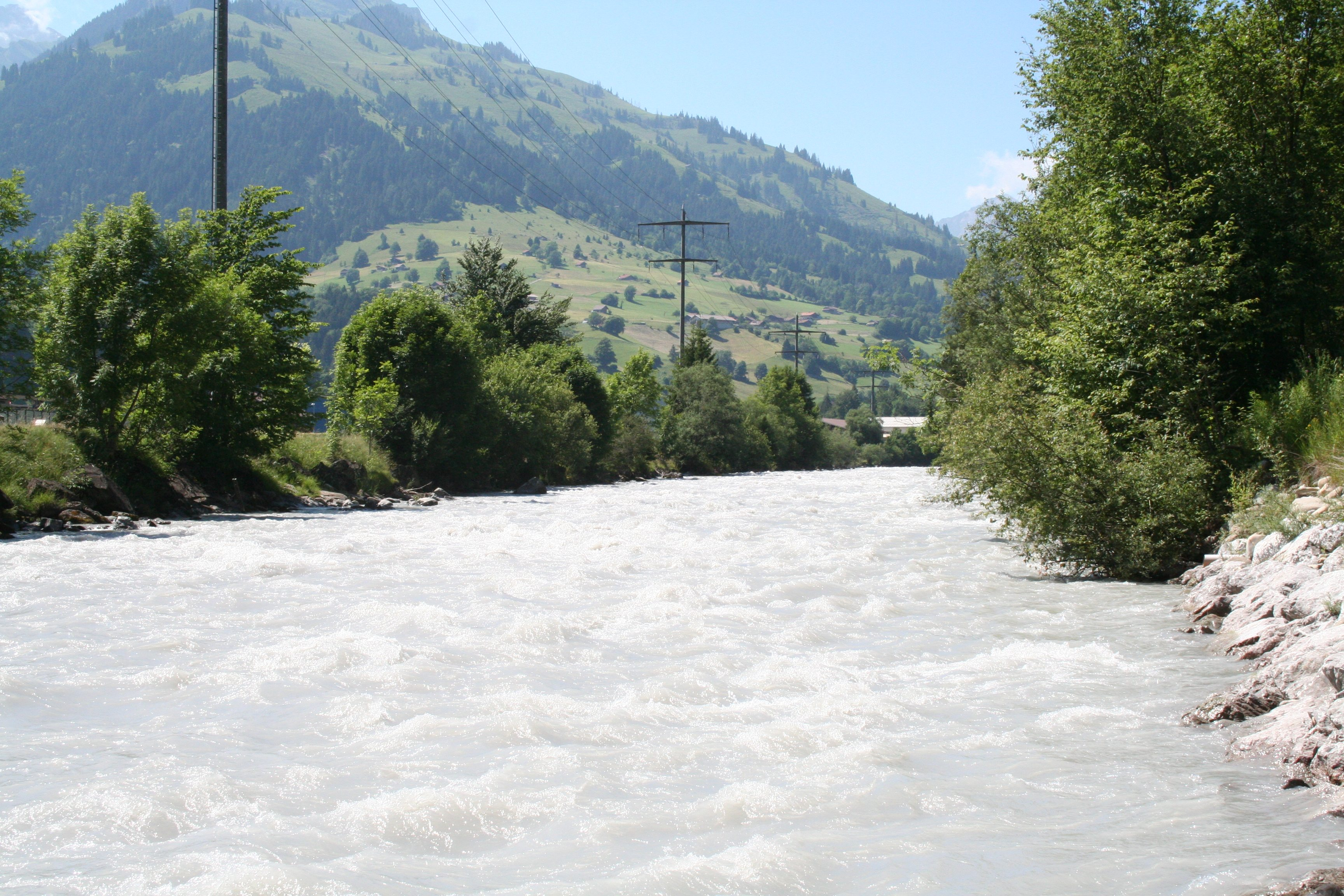
Bei Reichenbach

### Einzugsgebiet
Das  1.094,19 km² grosse Einzugsgebiet der Kander liegt im Berner Oberland und wird durch sie über die Aare und den Rhein zur Nordsee entwässert.
Es besteht zu 26,9 % aus bestockter Fläche, zu 41,2 % aus Landwirtschaftsfläche, zu 2,7 % aus Siedlungsfläche und zu 29,3 % aus unproduktiven Flächen.
Die Flächenverteilung
Die mittlere Höhe des Einzugsgebietes beträgt 1690,5 m ü. M., die minimale Höhe liegt bei 563 m ü. M. und die maximale Höhe bei 3676 m ü. M.

### Zuflüsse

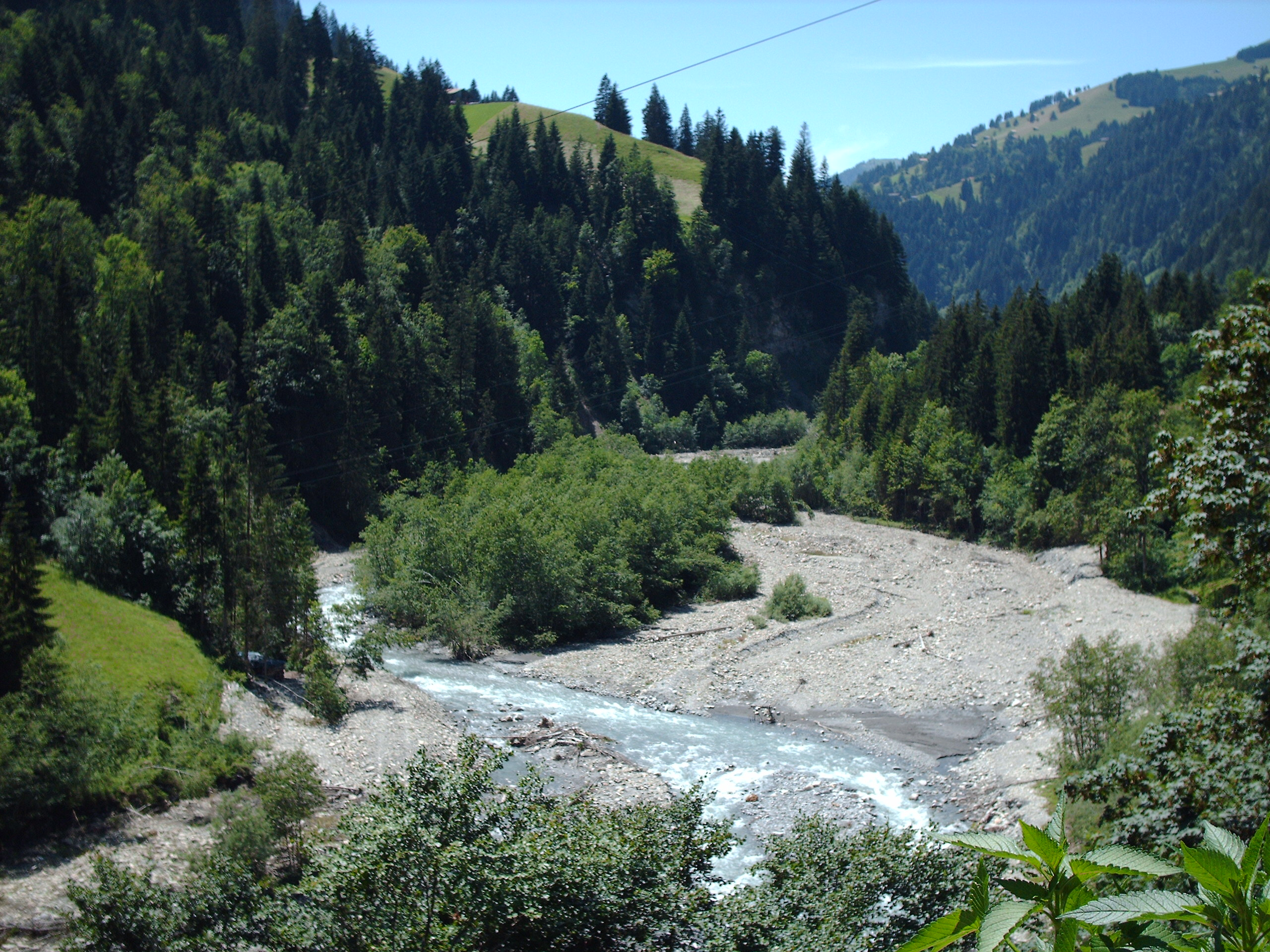
Die Engstlige
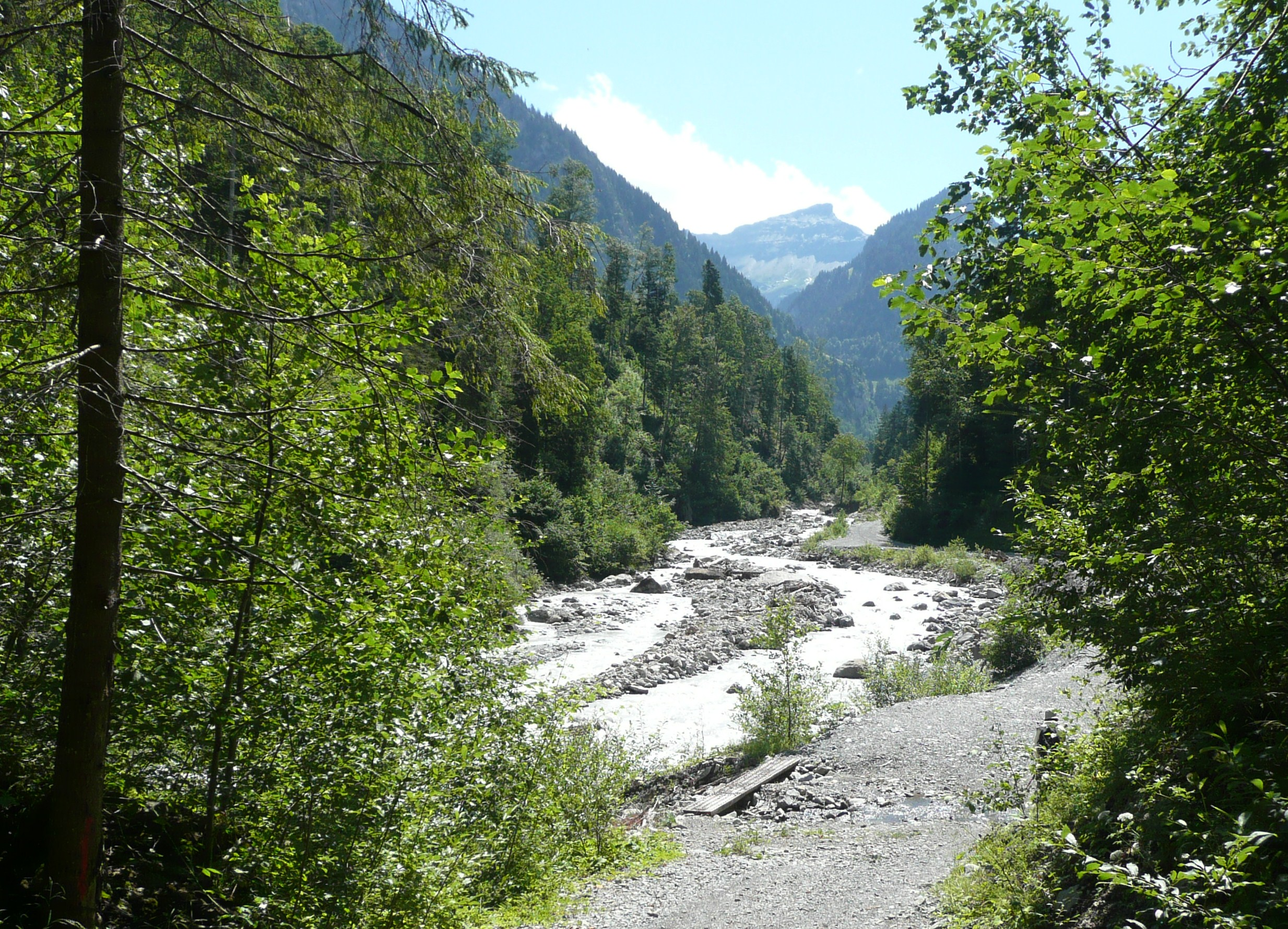
Die Chiene

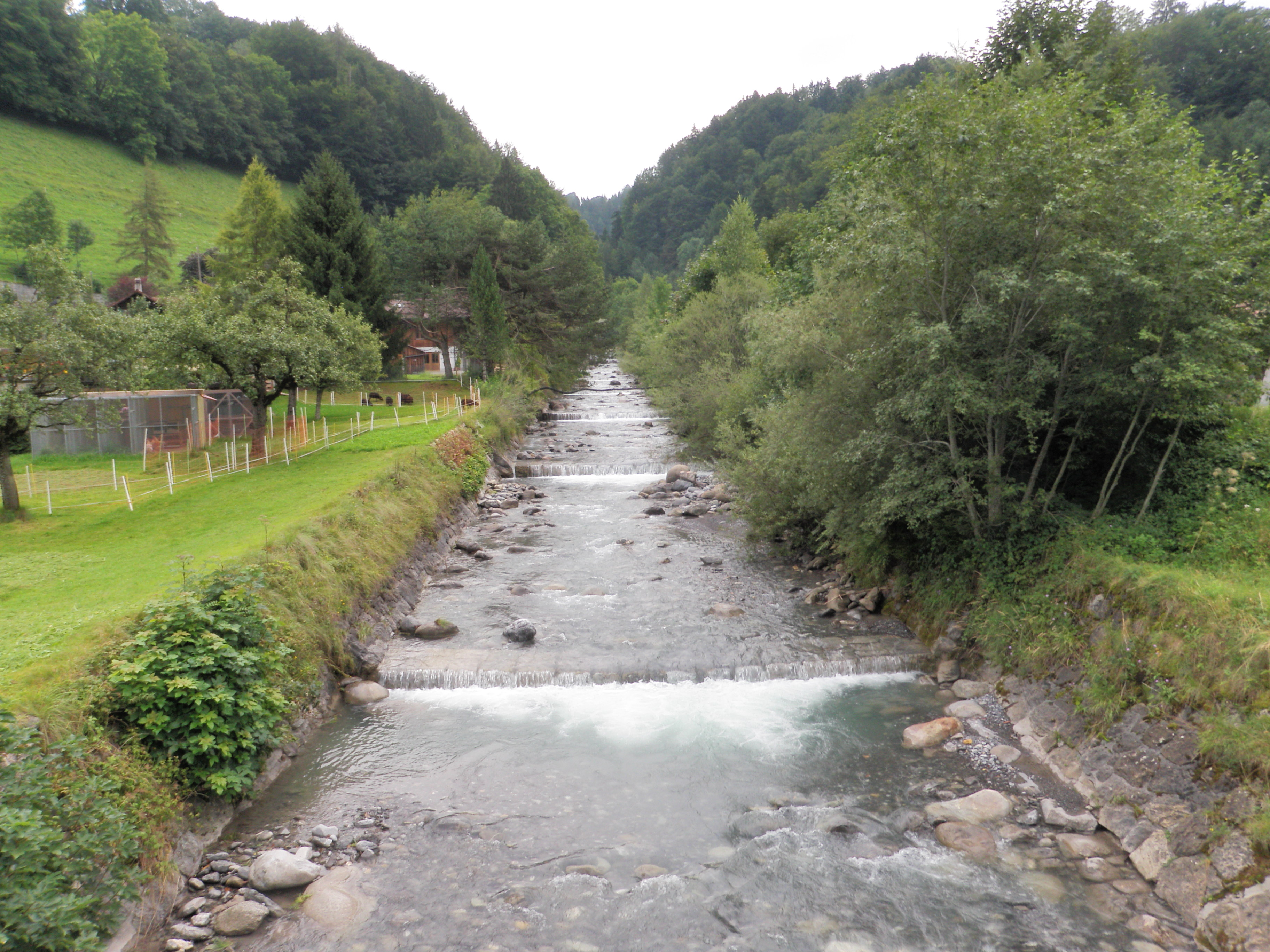
Die Suld
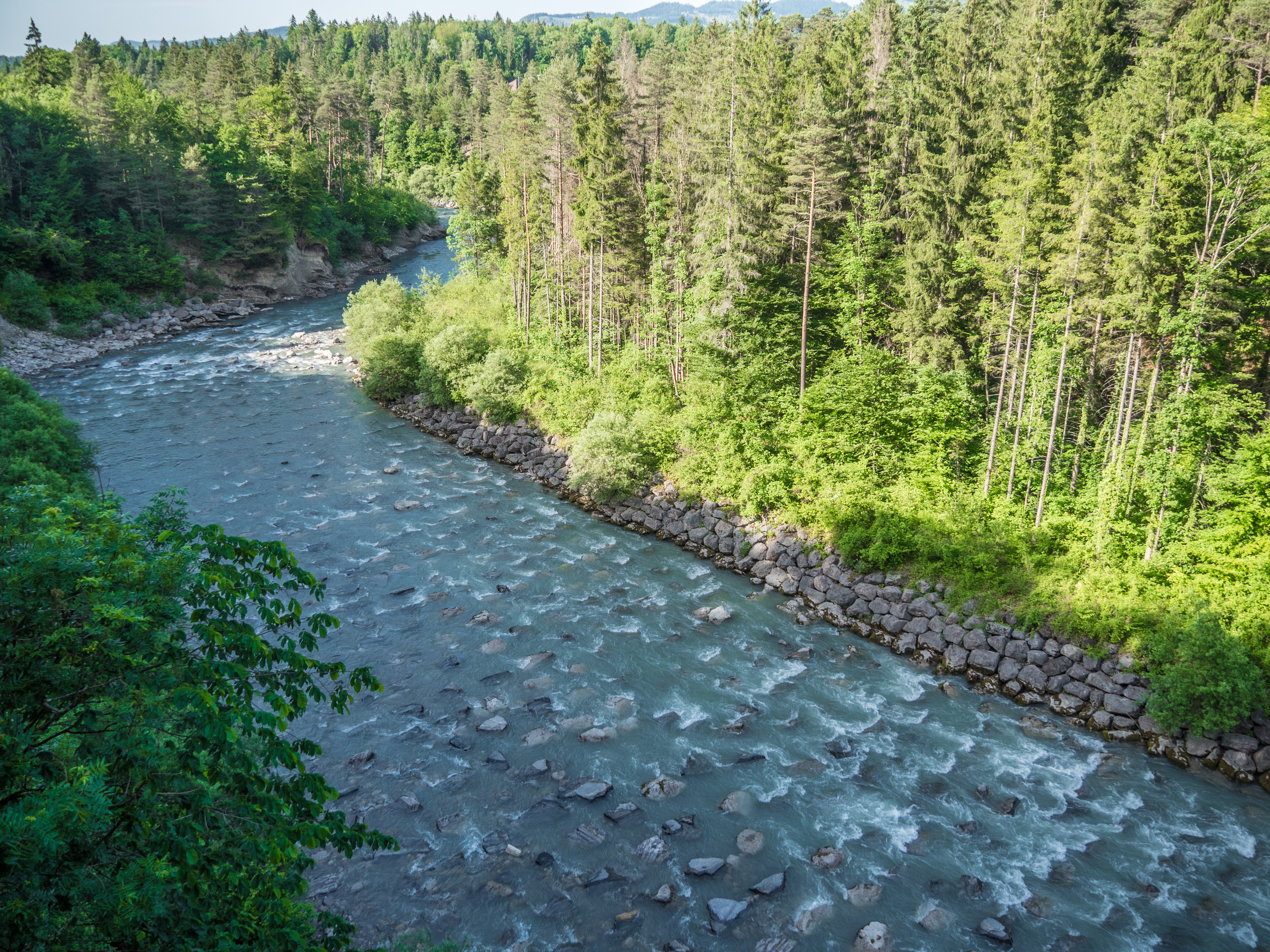
Die Simme

- Birggrabe (links)
- Witefad Grabe (links)
- Sackgrabe (links)
- Leitibach (links)
- Sillerengrabe (rechts)
- Fulbach (rechts)
- Balmhornbach (links)

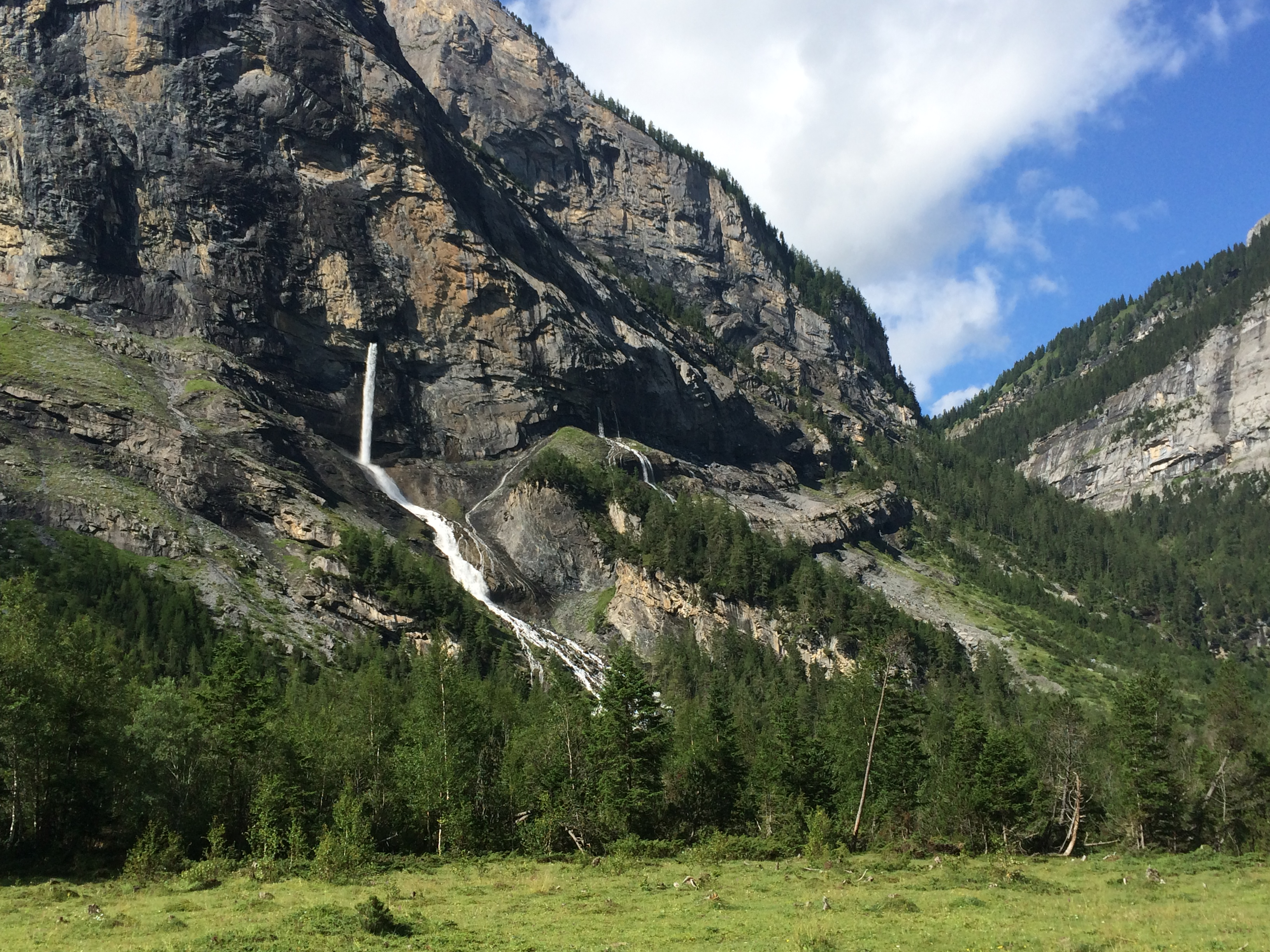
Der Geltenbach (Geltibach Wasserfall)
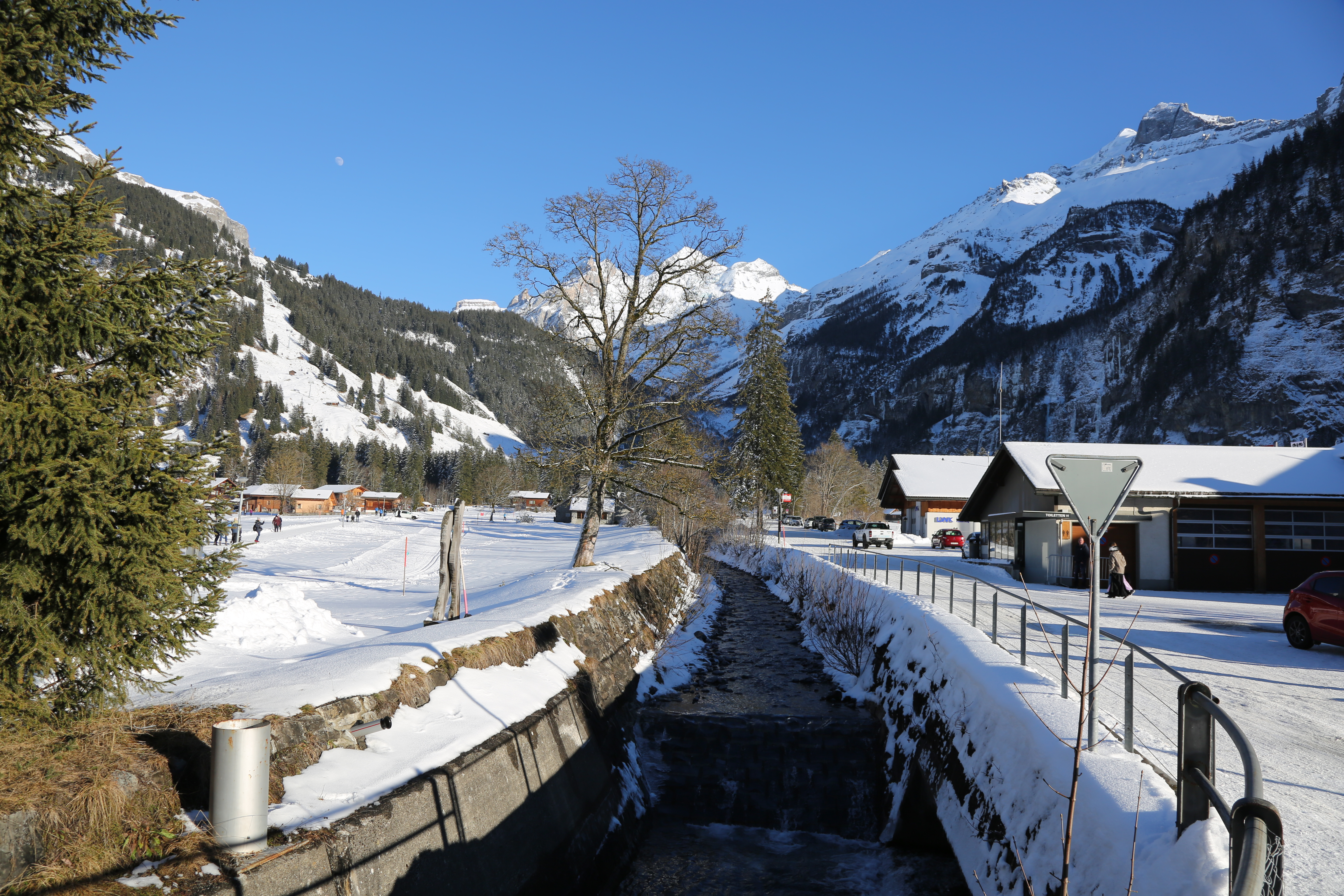
Der Öschibach

- Geltebach (links)
- Schwarzbach (links)
- Alpbach (links)
- Allmegratbach (links)
- Öschibach (rechts)
- Schattilauenebach (links)
- Stägebach (rechts)
- Bunderbach (rechts)

- Die Engstlige
- Die Chiene

- Engstlige (Entschlige) (links)
- Gunggbach (links)
- Schlumpach (links)
- Chiene (rechts)
- Louwibach (links)
- Richebach (rechts)

- Die Suld
- Die Simme

- Suld (rechts)
- Rossgrabe (links)
- Chüegrabe (links)
- Steinchenelgrabe (links)
- Sidersgraben (links)
- Stadelbach (rechts)
- Simme (links)
- Kanderbächli[8] (links)

## Brücken

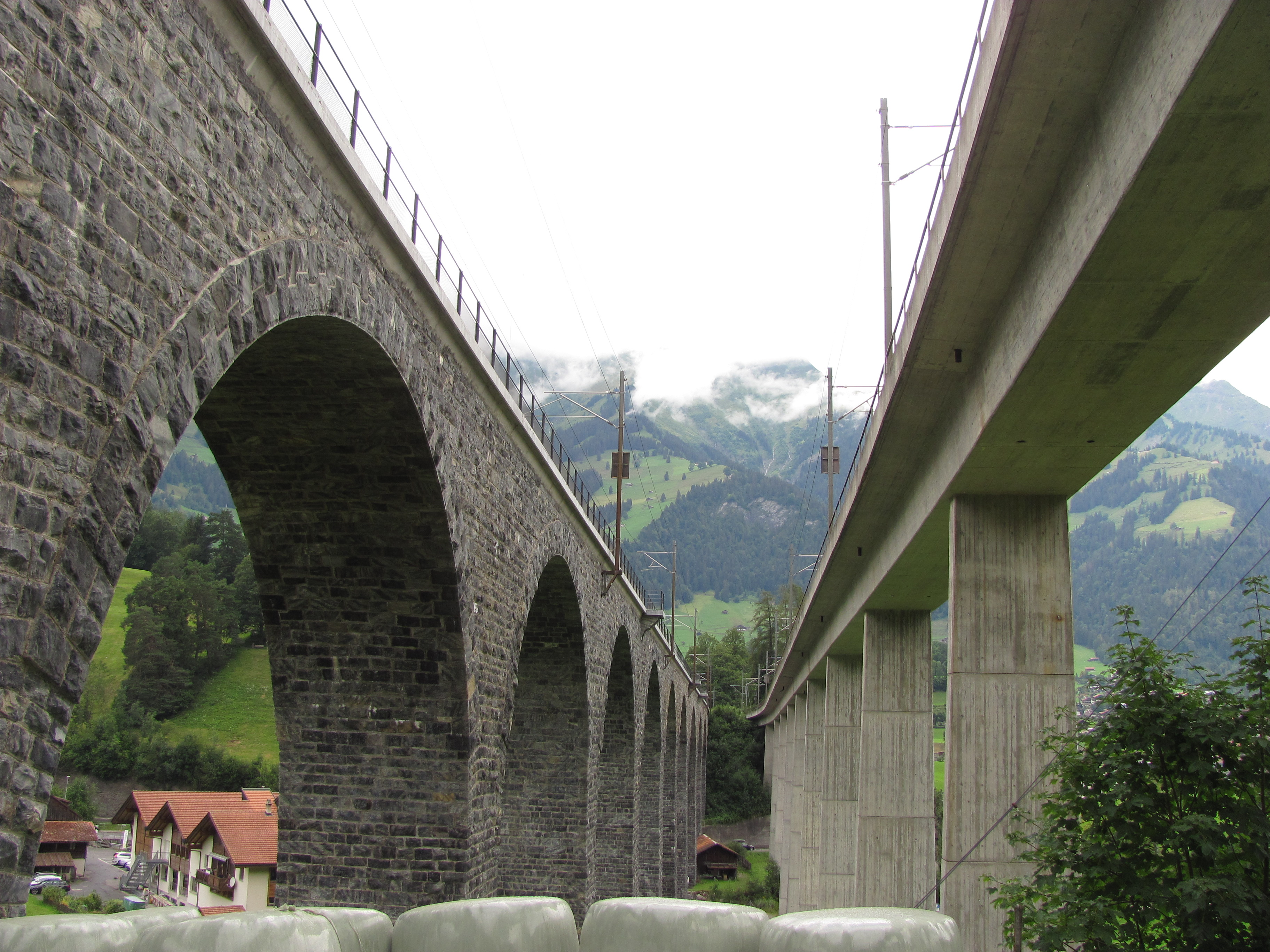
Alter und neuer Kanderviadukt

Auf ihrem Weg wird die Kander von rund 70 Brücken überquert, erwähnenswert sind die Chlusenbrücke im Gasterntal, die Kanderviadukte in Frutigen sowie die Aquädukt-Brücke zwischen  Wimmis und Spiez. Der Fluss wird von der Lötschberg-Bergstrecke viermal überquert.

## Gefahren bei Wassersport
Das Rafting auf der Kander ist wegen der vielen Schwellen lebensgefährlich; der Fluss ist auf der einschlägigen Gefahrenkarte als unbefahrbar gekennzeichnet. Im Juni 2008 kenterten zwei Schlauchboote der Schweizer Armee beim Versuch, die Kander hinunterzufahren, wobei fünf Armeeangehörige getötet wurden.
Im Bereich der Schwellen ist auch das Schwimmen lebensgefährlich. Im August 2018 verunglückte ein Mann tödlich.